# Intercontinental Rally Challenge 2007
Navigation
2006 2008
Saison 2007 de l'Intercontinental Rally Challenge.

## Règlement

### Pilotes
Tout pilote engagé sur une épreuve au volant d'une voiture d'un constructeur participant à l'IRC est autorisé à marquer des points.

### Voitures
Les voitures autorisées sont les groupe N et groupe A jusqu'à 2 000 cm3 (incluant les S2000, R2 et R3).

### Points
Les points constructeurs sont attribués aux deux voitures les mieux classées. Seuls les sept meilleurs résultats seront pris en compte, dont six épreuves européennes au maximum.

Les points pilotes et copilotes sont attribués suivant le schéma 10-8-6-5-4-3-2-1. Seuls les sept meilleurs résultats seront pris en compte.

## Calendrier
| Manche | Rallye                             | Podium | Podium                | Podium            | Podium                    | Podium            |
| Manche | Rallye                             | Pos.   | Pilote                | Copilote          | Voiture                   | Temps             |
| --- | ---------------------------------- | ------ | --------------------- | ----------------- | ------------------------- | ----------------- |
| 1re | Rallye Safari[1] (9-11 mars)       | 1er    | Andrea Navarra        | Guido d'Amore     | Abarth Grande Punto S2000 | 2 h 34 min 04 s 0 |
| 1re | Rallye Safari[1] (9-11 mars)       | 2e     | Hideaki Miyoshi       | Hakaru Ichino     | Mitsubishi Lancer Evo     | 2 h 40 min 03 s 0 |
| 1re | Rallye Safari[1] (9-11 mars)       | 3e     | Asad Anwar            | Nick Patel        | Mitsubishi Lancer Evo     | 2 h 45 min 22 s 0 |
| 2e | Rallye de Turquie (11-13 mai)      | 1er    | Nicolas Vouilloz      | Nicolas Klinger   | Peugeot 207 S2000         | 2 h 31 min 28 s 7 |
| 2e | Rallye de Turquie (11-13 mai)      | 2e     | Andrea Navarra        | Guido d'Amore     | Abarth Grande Punto S2000 | 2 h 31 min 52 s 9 |
| 2e | Rallye de Turquie (11-13 mai)      | 3e     | Enrique García Ojeda  | Jordi Barrabès    | Peugeot 207 S2000         | 2 h 32 min 41 s 7 |
| 3e | Rallye d'Ypres (23-24 juin)        | 1er    | Luca Rossetti         | Matteo Chiarcossi | Peugeot 207 S2000         | 2 h 38 min 43 s 9 |
| 3e | Rallye d'Ypres (23-24 juin)        | 2e     | Enrique García Ojeda  | Jordi Barrabès    | Peugeot 207 S2000         | 2 h 39 min 02 s 5 |
| 3e | Rallye d'Ypres (23-24 juin)        | 3e     | Andrea Navarra        | Guido d'Amore     | Abarth Grande Punto S2000 | 2 h 40 min 47 s 8 |
| 4e | Rallye de Russie (12-14 juillet)   | 1er    | Anton Alén            | Timo Alanne       | Abarth Grande Punto S2000 | 1 h 19 min 07 s 4 |
| 4e | Rallye de Russie (12-14 juillet)   | 2e     | Enrique García Ojeda  | Jordi Barrabès    | Peugeot 207 S2000         | 1 h 21 min 17 s 8 |
| 4e | Rallye de Russie (12-14 juillet)   | 3e     | Nicolas Vouilloz      | Nicolas Klinger   | Peugeot 207 S2000         | 1 h 21 min 54 s 5 |
| 5e | Rallye de Madère (3-4 août)        | 1er    | Giandomenico Basso    | Mitia Dotta       | Abarth Grande Punto S2000 | 3 h 06 min 13 s 4 |
| 5e | Rallye de Madère (3-4 août)        | 2e     | Bruno Magalhães       | Paulo Grave       | Peugeot 207 S2000         | 3 h 08 min 39 s 8 |
| 5e | Rallye de Madère (3-4 août)        | 3e     | Enrique García Ojeda  | Jordi Barrabès    | Peugeot 207 S2000         | 3 h 09 min 06 s 2 |
| 6e | Rallye de Zlín (24-26 août)        | 1er    | Nicolas Vouilloz      | Nicolas Klinger   | Peugeot 207 S2000         | 2 h 28 min 10 s 8 |
| 6e | Rallye de Zlín (24-26 août)        | 2e     | Enrique García Ojeda  | Jordi Barrabès    | Peugeot 207 S2000         | 2 h 28 min 27 s 1 |
| 6e | Rallye de Zlín (24-26 août)        | 3e     | Václav Pech           | Petr Uhel         | Mitsubishi Lancer Evo IX  | 2 h 30 min 07 s 1 |
| 7e | Rallye Sanremo (27-29 septembre)   | 1er    | Luca Rossetti         | Matteo Chiarcossi | Peugeot 207 S2000         | 2 h 31 min 32 s 0 |
| 7e | Rallye Sanremo (27-29 septembre)   | 2e     | Giandomenico Basso    | Mitia Dotta       | Abarth Grande Punto S2000 | 2 h 31 min 40 s 7 |
| 7e | Rallye Sanremo (27-29 septembre)   | 3e     | Nicolas Vouilloz      | Nicolas Klinger   | Peugeot 207 S2000         | 2 h 32 min 01 s 8 |
| 8e | Rallye du Valais (25-27 octobre)   | 1er    | Nicolas Vouilloz      | Nicolas Klinger   | Peugeot 207 S2000         | 2 h 44 min 28 s 6 |
| 8e | Rallye du Valais (25-27 octobre)   | 2e     | Enrique García Ojeda  | Jordi Barrabès    | Peugeot 207 S2000         | 2 h 44 min 35 s 1 |
| 8e | Rallye du Valais (25-27 octobre)   | 3e     | Umberto Scandola (it) | Guido d'Amore     | Abarth Grande Punto S2000 | 2 h 44 min 47 s 5 |
| 9e | Rallye de Chine[2] (9-11 novembre) | 1er    | David Higgins         | Ieuan Thomas      | Mitsubishi Lancer Evo IX  | 3 h 29 min 33 s 1 |
| 9e | Rallye de Chine[2] (9-11 novembre) | 2e     | Lang Xu               | Yu Huang          | Mitsubishi Lancer Evo     | 3 h 30 min 35 s 2 |
| 9e | Rallye de Chine[2] (9-11 novembre) | 3e     | Martin Rowe           | Dale Moscatt      | Mitsubishi Lancer Evo     | 3 h 34 min 17 s 1 |
| 1. : il est ici indiqué le podium "IRC", ces pilotes finissant respectivement 3e, 4e et 7e du classement général. |                                    |        |                       |                   |                           |                   |
| 2. : il est ici indiqué le podium "IRC", ces pilotes finissant respectivement 2e, 3e et 6e du classement général. |                                    |        |                       |                   |                           |                   |

## Classements

### Pilotes
| Rang | Pilote                | Rallyes | Rallyes | Rallyes | Rallyes | Rallyes | Rallyes | Rallyes | Rallyes | Rallyes | Total points |
| Rang | Pilote                | KEN     | TUR     | BEL     | RUS     | POR     | CZE     | ITA     | SUI     | CHN     | Total points |
| ---- | --------------------- | ------- | ------- | ------- | ------- | ------- | ------- | ------- | ------- | ------- | ------------ |
| 1er  | Enrique García Ojeda  |         | 6       | 8       | 8       | 6       | 8       | 3       | 8       |         | 47           |
| 2e   | Nicolas Vouilloz      |         | 10      | Ab.     | 6       | 0       | 10      | 6       | 10      |         | 42           |
| 3e   | Andrea Navarra        | 10      | 8       | 6       | 5       | Ab.     | 2       | 1       | Ab.     |         | 32           |
| 4e   | Luca Rossetti         |         |         | 10      |         |         |         | 10      |         |         | 20           |
| 5e   | Giandomenico Basso    |         |         |         |         | 10      |         | 8       |         |         | 18           |
| 6e   | Anton Alén            |         | 5       |         | 10      |         | Ab.     | 0       |         |         | 15           |
| 6e   | Umberto Scandola (it) | Ab.     |         | 4       |         |         |         | 5       | 6       |         | 15           |
| 8e   | Bernd Casier          |         |         | 5       |         | 4       | 4       | 0       | Ab.     |         | 13           |
| 9e   | David Higgins         |         |         |         |         |         |         |         |         | 10      | 10           |
| 10e  | Hideaki Miyoshi       | 8       |         |         |         |         |         |         |         |         | 8            |
| 10e  | Bruno Magalhães       |         |         |         |         | 8       |         |         |         |         | 8            |
| 10e  | Lang Xu               |         |         |         |         |         |         |         |         | 8       | 8            |

| Couleur | Résultat                                                         |
| ------- | ---------------------------------------------------------------- |
| Or      | Vainqueur                                                        |
| Argent  | 2e place                                                         |
| Bronze  | 3e place                                                         |
| Vert    | Classé, dans les points                                          |
| Bleu    | Classé, hors des points Non classé (Nc.)                         |
| Mauve   | Abandon (Ab.) Retrait (Re.)                                      |
| Noir    | Disqualifié (Dq.)                                                |
| Blanc   | N'a pas pris le départ (Np.) Forfait (Forf.) Épreuve annulée (A) |
| Aucune  | N'a pas participé (-)                                            |

### Constructeurs
| Rang | Constructeur | Rallyes | Rallyes | Rallyes | Rallyes | Rallyes | Rallyes | Rallyes | Rallyes | Rallyes | Total points |
| Rang | Constructeur | KEN     | TUR     | BEL     | RUS     | POR     | CZE     | ITA     | SUI     | CHN     | Total points |
| ---- | ------------ | ------- | ------- | ------- | ------- | ------- | ------- | ------- | ------- | ------- | ------------ |
| 1er  | Peugeot      |         | 16      | 18      | 14      | 14      | 18      | 16      | 18      |         | 114          |
| 2e   | Abarth       | 10      | 13      | 10      | 15      | 15      | 0       | 13      | 11      |         | 87           |
| 3e   | Mitsubishi   | 14      | 6       | 5       | 7       | 0       | 11      | 4       | 0       | 18      | 65           |
| 4e   | Honda        |         | 0       | 0       | 0       | 0       | 0       | 0       | 4       | 3       | 7            |
| 5e   | Citroën      |         | 1       | 1       | 0       | 2       | 0       | 0       | 0       |         | 4            |